# Panská jednota
Panská jednota vznikla v roce 1394 jako opoziční uskupení vysoké šlechty nespokojené s vládou krále Václava IV., a to jak v českém království, tak v říši. Cílem jejích členů bylo poskytnout si vzájemnou podporu a získat spoluvládu v zemi. Vadil jim nejen způsob Václavova vládnutí, ale zejména jeho „milci“, příslušníci nižší šlechty, jimiž se král obklopil a poskytoval jim velké výhody, které byly dle opozice neoprávněné.

## Zakládající členové
Jednota se začala formovat na jaře roku 1394. Zakládajícími členy byli: Jindřich III. z Rožmberka, Jindřich starší z Hradce, Vilém III. z Landštejna (všichni tři pocházeli z rozrodu mocných Vítkovců), Ota III. z Bergova (v Čechách usedlý německý šlechtic), Břeněk ze Skály, Jindřich Berka z Hohenštejna, Jan Michalec z Michalovic, Boreš mladší z Bečova a Rýzmburka a Boček z Kunštátu a Poděbrad. Jejich spojencem byl moravský markrabě Jošt.

## Odboj proti králi

### První královo zajetí
Představitelé panské jednoty zajali 8. května 1394 krále v Králově Dvoře u Berouna, když mu předtím přednesli stížnosti na nepořádky ve správě země i říše, na opomíjené nároky panstva a libovůli králových oblíbenců. Král byl převezen do Prahy a v internaci pod nátlakem potvrdil Jošta jako starostu království českého. Na Václavovu stranu se však postavil jeho bratr Jan Zhořelecký, který svolal vojsko králových věrných a táhl na Prahu. Jednotníci proto krále tajně z Prahy odvezli; po krátkém pobytu na rožmberských hradech Příběnice, Český Krumlov a Vítkův kámen byl Václav internován na hradě Wildberg pánů ze Stahremberka v Horních Rakousích. Jan Zhořelecký nakonec dosáhl jeho propuštění (1. srpna) , za sliby beztrestnosti a jisté ústupky. Královi milci se vrátili do svých úřadů a nespokojenost v panstvu rostla, protože mnohé sliby nebyly splněny. V roce 1395 zaútočila vojska jednoty vedená Jindřichem z Rožmberka na královský hrad Kuglvajt, dobyla Vodňany a obléhala České Budějovice. Jednání mezi znepřátelenými stranami pak zprostředkovával Jan Zhořelecký, který se však posléze s Václavem rozkmotřil. Do dalších jednání krále s jednotou pak vstoupil jeho druhý bratr Zikmund, který docílil toho, že v některých nejvyšších zemských úřadech zaujali místa jednotníci a král je neměl právo sesadit. Královi oblíbenci si zachovali nebo získali jiné úřady. Spory s jednotou však neustaly ani poté. 31. května 1396 Václav v návalu prchlivosti nechal zatknout Jošta a šest pánů z jednoty, kteří za ním přijeli na Karlštejn jako doprovod knížete Štěpána Bavorského; na přímluvu knížete je však brzy propustil.

### Krev na Karlštejně

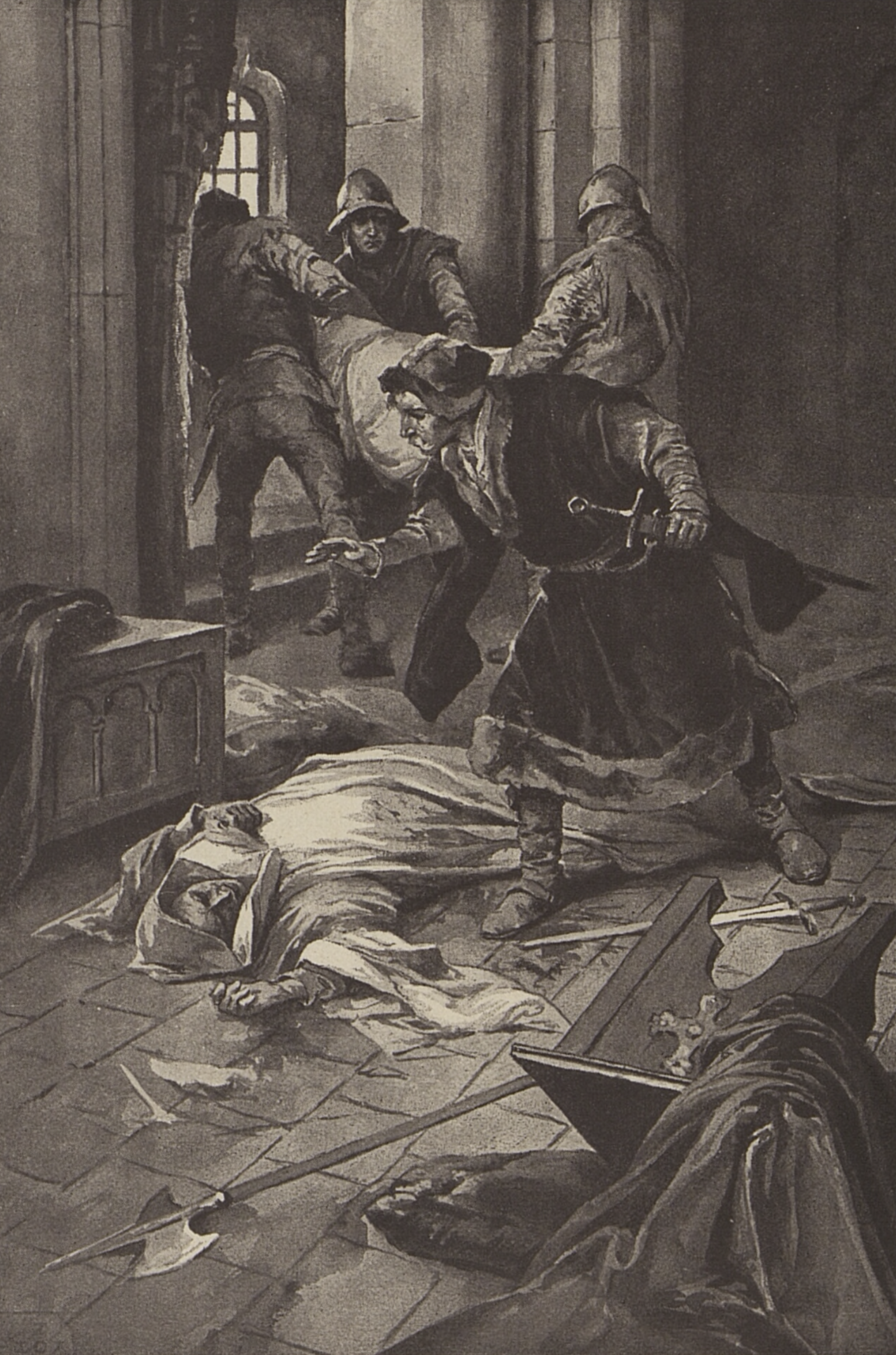
Smrt Markvarta (Merkolta) z Vrutic na Karlštejně 11. června 1397 (ilustrace V. Černého, 1932)

Jednotníkům se nelíbilo, že drobní šlechtici mají stále na krále Václava IV. příliš velký vliv a odvádějí jeho pozornost od říšských záležitostí. Vhodným okamžikem k „vyřešení“ tohoto problému se stal 11. červen 1397, kdy se měla na Karlštejně sejít královská rada. Jan Opavský přesvědčil Václava, že králova přítomnost na radě není bezpodmínečně nutná. Panovník vyrazil v doprovodu své lovecké družiny do Králova Dvora u Berouna s úmyslem pokračovat dál na Křivoklát.
Na Karlštejně zatím na královské radě přednesl Bořivoj ze Svinař zprávu o zasedání říšského sněmu ve Frankfurtu nad Mohanem. Německá šlechta si na sněmu stěžovala na nečinnost římskoněmeckého a českého krále Václava IV. Předsedající Jan Opavský poté ohlásil přestávku v jednání, během níž spolu s významnými českými pány Janem z Michalovic, Bohuslavem ze Švamberka a Borešem z Rýzmburka dal obsadit jednací síň strážemi. Sem pak pozval čtyři královy oblíbence, příslušníky nižší šlechty – Purkarta Strnada z Janovic, Štěpána z Opočna, Štěpána Podušku z Martinic a velkopřevora řádu johanitů Markolta z Vrutice. Jan je napadl slovy: „Vy, páni, jste ve dne v noci našemu panu králi radili, aby se o německé země nestaral, a chtěli jste ho zbavit německé říše!“
Sotva to dořekl, vytasil meč a třemi ranami na místě zabil nejblíže stojícího Purkarta Strnada. Jan z Michalovic, Bohuslav ze Švamberka a Boreš z Riesenburka se vrhli na zbývající tři královy milce. Dva z nich byli na místě mrtví, velkopřevor Markolt zemřel později na bodnou ránu v břiše.
Jan Opavský a jeho družina se vydali za Václavem IV. do Králova Dvora. Jan králi ohlásil, že právě zlikvidovali nebezpečné spiknutí. Útočníci Václavovi vysvětlili, že oběti usilovaly o jeho život, král se s tímto vysvětlením spokojil a čin zůstal nepotrestán. Asi po měsíci od oné události král označil zavražděné za zrádce, kteří „jednali s námi nevěrně a nevěrně nám sloužili proti své přísaze, jak se vůči nám zavázali a potupili naši čest a chtěli nás zrádně o život připravit, kdyby nás byl Bůh nevaroval skrze naše jiné věrné rádce“.

### Druhé královo zajetí
Nepřátelství jednoty a krále se obnovilo v roce 1399, kdy došlo opět k domácí válce. Poté, co byl Václav IV. v roce 1400 zbaven říšské koruny a bylo nutno odrazit vpád Míšňanů do Čech, důležitost panstva znovu vzrostla. V roce 1402, kdy Václav uzavřel smlouvu s bratrem Zikmundem, kterou mu jako zemskému správci de facto předal vládu, zůstali jednotníci na straně Zikmunda. Zikmund Václava zajal a odvezl do Vídně, kde zůstal více než rok v internaci pod dohledem habsburských vévodů, než se mu podařilo uprchnout. Urovnání mezi králem a vysokou šlechtou počátkem roku 1405 znamenalo prakticky konec jednoty, i když nedosáhla všech svých cílů. Popravci, kterým král svěřoval dohled nad dodržováním zákonnosti v krajích, byli jmenováni z řad vysoké šlechty. O složení královské rady si však i nadále král rozhodoval sám.

## Panská jednota a Lucemburkové
Na rozdíl od odbojné šlechty, která se postavila před více než sto lety proti Přemyslu Otakaru II., mohla se panská jednota opřít o další členy vládnoucí dynastie - Lucemburkové často bojovali o moc. Bylo jich hned několik, mladší polorodí Václavovi bratři uherský král Zikmund Lucemburský a Jan Zhořelecký a jejich bratranci, moravští Lucemburkové, Jošt, Jan Soběslav († 1380] a Prokop, kteří po smrti svého otce Jana Jindřicha drželi všichni tři titul moravského markrabí. Zatímco ctižádostiví politici Jošt a Zikmund se spojili s panskou jednotou, Prokop se na stranu revoltující šlechty nikdy nepřidal a Jan Zhořelecký jako jediný pomohl Václavovi v době prvního zajetí.